# Афанасій IV Константинопольський
Афанасій IV — Патріарх Константинопольський з 2 по 10 серпня 1679 року.
Він залишався на престолі вісім днів, попри те, що був скинутий з єпископа Райдестоса патріархом Діонісієм IV за звинуваченням у безбожництві та непристойній поведінці щодо пастви. Після зречення патріарха Діонісія IV зійшов на престол за підтримки противників скинутого патріарха.